# Ільківський став
Ількі́вський став — гідрологічний заказник місцевого значення в Україні. Об'єкт природно-заповідного фонду Вінницької області. 
Розташований у межах Вінницького району Вінницької області, біля села Ільківка. Оголошений Рішенням Вінницької облради № 69 від 11.02.16 р. 
Площа 20,9 га. Статус надано згідно з рішенням Вінницької облради № 69 від 11.02.2016 року. Перебуває у віданні Ільківської сільської ради. 
Статус надано для збереження мальовничого природного комплексу в руслі річки Рівець. На берегах переважають вербові насадження з густим трав'яним покровом, де домінують угруповання осок. Зростає велика кількість лікарських рослин, а також півник болотяний (ірис), занесений до Червоної книги України. На північному березі водойми простягається соснова лісосмуга, висаджена у 1986 році. 
Південно-західна частина водойми заболочена, що стало місцем гніздівлі багатьох птахів. Постійно проживає декілька пар лебедів, трапляються качки, чаплі, чайки. Постійно гніздиться сіра чапля. На південному березі проживають сім'ї видр. 
Вербнякові зарості складають кілька видів верб — попеляста, тритичникова, ламка. Крім того, часто трапляється чистець болотний, водяний перець, вербозілля звичайне, ранник тіньовий, жовтець повзучий, слабник водяний, м'ята довголиста. 
Загалом, територія перебуває в гарному природному стані, завдяки тому, що з 2000 року тут не ведеться жодної господарської діяльності. На берегах водойми виявлено та обстежено понад 30 джерел.